# 루체른호 해운
루체른 해운(독일어: Schifffahrtsgesellschaft des Vierwaldstättersees, 약칭 SGV)은 스위스 루체른 호수에서 여객선과 보트를 운영하는 공개 회사이다. 이 회사는 루체른시에 기반을 두고 있으며, 그 기원은 1836년으로 거슬러 올라간다. 오늘날 이 회사는 스위스에서 가장 큰 내륙 운송 회사이며, 현대식 모터 선박 외에도 역사적인 외륜선 증기선을 다수 운영하는 것으로 유명하다.
이 회사는 호수 기슭을 따라 32곳으로 대중교통 노선을 제공하며 다양한 지점에서 본선과 산악 철도로 환승한다. 이러한 서비스 대부분은 관광 또는 레저 중심이지만, 회사는 소규모 호반 커뮤니티 사이에 실용적인 대중교통 연결을 계속 제공하고 있다.
이 회사는 또한 자체 조선소인 쉽텍 루체른(Shiptec Luzerne)을 소유하고 있으며, 이 조선소는 SGV와 다른 해운 회사 모두를 위한 신규 건조 및 재건 작업을 수행한다.

## 역사
루체른 호수는 수세기 동안, 그리고 적어도 1230년 고트하르트 고개를 가로지르는 첫 번째 트랙이 개통된 이래로 스위스 교통 시스템의 중요한 부분을 형성했다. 이 무역은 1830년 고개를 가로지르는 새로운 우편 마차 도로가 개통되면서 성장했다. 이 도로는 호수의 가장 동쪽 끝에 있는 플뤼엘렌에 북쪽 종점이 있었고 호수는 스위스 북부의 도시로 이어지는 유일한 실용적인 연결 고리를 제공했다.
1835년 카지미르 프리드리히 크뇌르는 증기선 회사를 설립하고 외륜선 증기선인 1837년 슈타트 루체른을 건조하여 루체른 호수의 무역 증가를 이용하기로 결정했다. 그의 서비스는 1837년에 운영되기 시작했지만, 워터맨 길드의 정치적인 압력으로 인해 운영 첫 해에는 우리주와 플뤼엘렌까지 운영되지 못했다.
이 선박이 길을 제시하자 다양한 증기선 회사가 설립되었다. 결국 이는 가격 인하로 이어졌고 여러 증기선 회사가 실패하거나 경쟁업체에 합병되었다. 1870년에 가장 오래되고 가장 큰 두 회사가 합병하여 루체른 호수의 증기선 연합회사(Vereinigten Dampfschiffgesellschaft des Vierwaldstättersees)를 설립했다. 1885년에 루체른 호수의 증기선 회사(Dampfschiffgesellschaft des Vierwaldstättersees, DGV)로 이름이 바뀌었고 1960년에는 SGV가 되었다.

## 선박
루체른 해운은 5대의 역사적인 외륜선 기선과 다양한 연령과 크기의 16대의 모터 선박을 포함하여 21척의 여객선을 운영하고 있다. SGV의 기함은 외륜선인 슈타트 루체른(Stadt Luzern)이다.
| 이름         | 유형       | 제작 | 승객 | 제조               | 엔진                                                             | 이름유래        | 사진 |
| ------------ | ---------- | ---- | ---- | ------------------ | ---------------------------------------------------------------- | --------------- | ---- |
| Uri          | 증기외륜선 | 1901 | 800  |                    | 650 마력 (480 kW)                                                | 우리주          |      |
| Unterwalden  | 증기외륜선 | 1902 | 700  | Escher Wyss & Cie. | 650 마력 (480 kW)                                                | 운터발덴주      |      |
| Schiller     | 증기외륜선 | 1906 | 900  |                    | 700 마력 (520 kW)                                                | 프리드리히 쉴러 |      |
| Gallia       | 증기외륜선 | 1913 | 900  | Escher Wyss & Cie. | 1,100 마력 (820 kW)                                              | 갈리아          |      |
| Reuss        | 모터선박   | 1926 | 135  |                    | 220 마력 (160 kW)                                                | 로이스강        |      |
| Rütenen      | 모터선박   | 1926 | 60   |                    | 100 마력 (75 kW)                                                 |                 |      |
| Stadt Luzern | 증기외륜선 | 1928 | 1200 |                    | 1,300 마력 (970 kW)                                              | 루체른시        |      |
| Rütli        | 모터선박   | 1929 | 140  |                    | 220 마력 (160 kW)                                                | 뤼틀리 초원     |      |
| Mythen       | 모터선박   | 1931 | 200  |                    | 440 마력 (330 kW)                                                | 미텐산          |      |
| Titlis       | 모터선박   | 1951 | 300  |                    | 480 마력 (360 kW)                                                | 티틀리스산      |      |
| Rigi         | 모터선박   | 1955 | 600  |                    | 900 마력 (670 kW)                                                | 리기산          |      |
| 슈비츠       | 모터선박   | 1959 | 1000 |                    | 900 마력 (670 kW)                                                | 슈비츠주        |      |
| Winkelried   | 모터선박   | 1963 | 700  |                    | 1,200 마력 (890 kW)                                              | 빈켈리트 가문   |      |
| Gotthard     | 모터선박   | 1970 | 700  |                    | 1,200 마력 (890 kW)                                              | 고트하르트 고개 |      |
| Europa       | 모터선박   | 1976 | 1000 |                    | 1,200 마력 (890 kW)                                              | 유럽            |      |
| Weggis       | 모터선박   | 1990 | 400  |                    | 708 마력 (528 kW)                                                | 베기스 마을     |      |
| Brunnen      | 모터선박   | 1991 | 400  |                    | 708 마력 (528 kW)                                                | 브루넨 마을     |      |
| Flüelen      | 모터선박   | 1991 | 400  |                    | 708 마력 (528 kW)                                                | 플뤼엘렌 마을   |      |
| Waldstätter  | 모터선박   | 1998 | 700  |                    | 1,200 마력 (890 kW)                                              | 발트슈테테      |      |
| Cirrus       | 모터선박   | 2009 | 300  |                    | 986 마력 (735 kW)                                                | 권운            |      |
| Saphir       | 모터선박   | 2012 | 300  |                    | 625 마력 (466 kW)                                                | 사파이어 보석   |      |
| Diamant      | 모터선박   | 2017 | 400  | Shiptec Lucerne    | 하이브리드: 디젤 1,220 마력 (910 kW), electric 480 마력 (360 kW) | 다이아몬드 보석 |      |
| Bürgenstock  | 모터선박   | 2018 | 300  | Shiptec Lucerne    |                                                                  | 뷔르겐슈토크    |      |

## 노선
SGV는 루체른 호수에서 다양한 노선과 다양한 노선을 운행한다. 다음 장소는 루체른에서 호숫가 주변으로 시계 방향으로 나열되어 있다.
- 루체른
- 베르케르하우스
- 제부르크
- 메겐호른
- 메겐
- 멀리샤헨
- 퀴스나흐트
- 그레펜
- 헤르텐슈타인
- 베기스
- 피츠나우
- 게르자우
- 브루넨
- 기지콘
- 텔스플라테
- 플뤼엘렌
- 제도르프
- 이즐레텐
- 바우엔
- 뤼틀리
- 트라이브
- 베켄리트
- 부옥스
- 케르시텐-뷔르겐슈토크
- 케르시텐 빌리지
- 슈탄슈타트
- 로츨록
- 알프나흐슈타트
- 헤르기스빌
- 카스타니엔바움
- 성 니콜라스
- 트립셴

모든 서비스가 모든 정류장에 제공되는 것은 아니며, 반드시 위에 제시된 순서대로 제공되는 것도 아니다.
SGV는 유서 깊은 외륜 증기선과 보다 현대적인 모터 선박을 예정된 서비스로 운영한다. 두 종류의 선박 모두 개별 서비스를 운영할 수 있지만, 회사는 외륜선 기선을 사용할 계획인 서비스를 미리 게시한다.
SGV 서비스는 다른 대중교통 및 관광 서비스와 잘 통합되어 있다. 루체른과 플뤼엘렌의 상륙 단계는 각각 루체른역과 플뤼엘렌역에서 본선 철도와 ‘교차’ 교차로를 제공한다. 알프나흐슈타트역의 필라투스 랙 철도, 피츠나우의 피츠나우–리기 철도, 트라이브의 트라이브–제리스베르크 케이블카, 케흐리시텐-뷔르겐슈토크의 뷔르겐슈토크 케이블카에 유사한 링크가 있다.
플뤼엘렌의 인터체인지는 루체른과 로카르노를 연결하는 관광객 중심의 증기외륜선과 철도 서비스가 결합된 고트하르트 파노라마 익스프레스의 핵심 부분을 형성한다. SGV는 루체른에서 플뤼엘렌까지 연결하는 노선을 제공하며, 그곳에서 로카르노(Locarno)까지 가는 스위스 연방 철도 열차로 연결된다.